# Шукевич, Евгений Михайлович
Евгений Михайлович Шукевич (бел. Яўген Міхайлавіч Шукевіч; 1914, Минск, Российская империя — 2013, Брест, Республика Беларусь) — советский и белорусский тренер по метанию молота, Заслуженный тренер СССР (1956). Отличник физической культуры (1955).

## Биография
Родился 3 августа 1914 года в Минске. Отец погиб в Первую мировую войну; мать работала прачкой и сиделкой.
После окончания семилетки, в 1929 году, Евгений пошел на биржу труда, откуда был направлен в Центральный институт труда, в котором путем тестов был определён в минскую школу ученичества Московско-Белорусской железной дороги, в группу помощников машиниста. Изучал слесарное и кузнечное дело, стажировался в качестве кочегара, ремонтника и помощника машиниста. После окончания школы несколько раз ездил проводником по маршруту Минск—Днепропетровск, позже работал слесарем-смазчиком Транссибирского экспресса № 1 по маршруту Минск—Маньчжурия. Окончив ФЗУ, в 1932 году поступил на рабфак. Увлекался баскетболом и боксом.
В 1935 году поступил на механический факультет политехнического института. Окончив первый курс, был призван в РККА. После демобилизации не стал возвращаться в политех и в 1938 году поступил в институт физической культуры, который окончить не успел. Стал участником Советско-финской и Великой Отечественной войн. Во время отечественной войны два месяца был в плену. Бежал из Могилёва, добрался до партизан. Больше двух лет воевал в партизанском отряде № 210 имени Сталина. Был ранен, награждён медалями «За боевые заслуги» и «Партизану Отечественной войны» I степени.
В послевоенное время, по окончании в 1946 году Белорусского института физкультуры, работал тренером-преподавателем различных вузов. С 1971 по 2001 годы — в Брестском государственном педагогическом институте имени А. С. Пушкина (ныне Брестский государственный университет имени А. С. Пушкина). Более десяти лет возглавлял кафедру легкой атлетики, плавания и лыжного спорта.
В 1953—1958 годах являлся старшим тренером сборной СССР по метанию молота. Готовил спортсменов сборной СССР к Олимпийским играм в Мельбурне (1956). Среди его учеников олимпийские чемпионы Рима-1960 и Токио-1964 Василий Руденков и Ромуальд Клим, серебряный призер Олимпийских игр в Мельбурне Михаил Кривоносов. Тренер подготовил 46 мастеров спорта в различных видах легкой атлетики. Являлся автором монографии «Метание молота».
Умер 13 мая 2013 года в Бресте.

## Награды
- орден Трудового Красного Знамени (27.04.1957) — «за успехи, достигнутые в деле развития массового физкультурного движения в стране, повышения мастерства советских спортсменов, и успешное выступление на международных соревнованиях»
- медали «За доблестный труд» и «За трудовую доблесть»
- почетная грамота Президиума Верховного Совета БССР
- медаль «За выдающиеся заслуги» Национального олимпийского комитета Беларуси